# کهنه‌سرباز

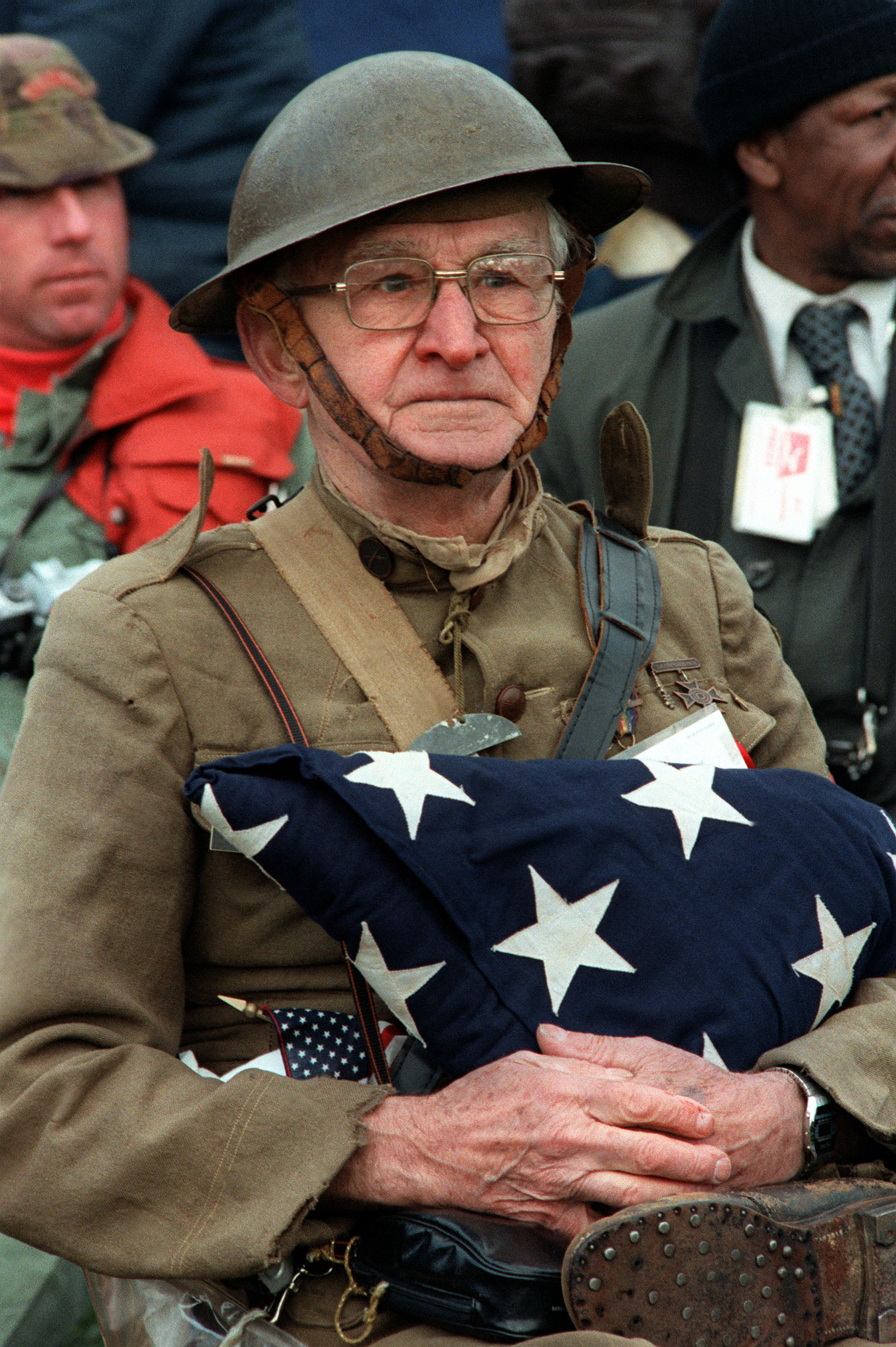
ژوزف آمبرو کهنه سرباز جنگ جهانی اول در ویتنام، در مراسم یادبود کهنه‌سربازان ویتنام در نوامبر ۱۹۸۲, پرچم آمریکا که پوشش تابوت پسرش که در جنگ کره کشته شد را در دست گرفته‌است، این عکس به یک سمبل محبوب برای روز کهنه‌سربازان تبدیل شد.

کهنه سرباز (به انگلیسی: veteran) به سرباز یا نیروی ارتشی دارای تجربه و سابقه حضور در جنگ یا حضور طولانی مدت در سازمان‌های نظامی گفته می‌شود.

## واژه‌شناسی
در زبان انگلیسی veteran به معنی شخصی است که در یک شغل یا فعالیت خاص حضور یا تجربه طولانی مدت داشته‌است، veteran از واژه لاتین vetus به معنی کهنه یا قدیمی آمده‌است.

## صفحات مرتبط
- روز کهنه‌سربازان
- جانباز